# Marko Margetić
Marko Margetić, jedan od prvih igrača Hajduka koji je zaigrao kao vratar na prvoj Hajdukovoj trening utakmici 16. travnja 1911. Igrao je na strani momačadi B, protiv momčadi A, koju su izgubili s rezultatom 13:2. B momčad igrala je u majicama na rige, po uzoru na Čehe, a uz njega su za B momčad igrali i Antun Righi, Ante Mardešić, Pavo Mardešić, Josip Cotić, Fabjan Lukas, Lucijan Stella (jedan od osnivača Hajduka).
Na popisu igrača Hajduka uz njega neće se naći imena onih kojima je trening utakmica bila jedina, to su: Antun Righi, Marko Margetić, Ante Mardešić, Pavo Mardešić, Josip Cotić, Fabjan Lukas, Lucijan Stella (jedan od osnivača Hajduka). Njihova imena ostat će samo zapisana u povijesti Hajduka kao prvih koji su zaigrali balun u Splitu